# Grigori Michailowitsch Schilkin
Grigori Michailowitsch Schilkin (russisch Григорий Михайлович Жилкин; * 20. Juni 2003 in Krasnodar) ist ein russischer Fußballspieler.

## Karriere

### Verein
Schilkin begann seine Karriere beim FK Krasnodar. Im März 2022 stand er erstmals im Kader der Zweitmannschaft von Krasnodar. Sein Debüt für Krasnodar-2 in der zweitklassigen Perwenstwo FNL gab er dann im selben Monat. Rund zwei Monate später debütierte er gegen Achmat Grosny auch für die erste Mannschaft Krasnodars in der Premjer-Liga. In der Saison 2021/22 kam er insgesamt zu einem Einsatz für die erste und zehn Einsätzen für die zweite Mannschaft.

### Nationalmannschaft
Schilkin kam im Dezember 2019 zu zwei Einsätzen für die russische U-17-Auswahl.